# Sava II Petrović-Njegoš
Sava II Petrović Njegoš (Njeguši, 18 gennaio 1702 – 9 marzo 1782) fu un principe-vescovo (vladika) di Montenegro.

## Biografia
Sava II Petrović Njegoš discendeva da un'antica famiglia montenegrina che dal 1696 col suo predecessore Danilo I, aveva ottenuto de facto la reggenza sull'area del Montenegro col titolo di Vladika (Principe-Vescovo).
Egli aveva ottenuto il titolo alla morte di Danilo I nel 1735. Nel 1766 il Patriarcato di Peć, in Serbia, venne abolito per merito dei turchi, su pressione del clero greco ortodosso che tendeva a voler espandere la propria influenza religiosa nell'area.
Sava II, come capo religioso dell'area del Montenegro, rispose scrivendo al metropolita di Mosca, capo supremo della chiesa ortodossa, chiedendogli di indire un sinodo in Russia per aiutare la causa del patriarca serbo. Interessandosi personalmente alla questione, Sava II scrisse anche una lettera alla Zarina Caterina II chiedendo protezione per la propria causa, ben sapendo la guerra politica che la Russia stessa stava portando avanti contro i turchi.
Tra il 1750 ed il 1766 associò al proprio governo anche il giovane fratello Vasilije III Petrović-Njegoš il quale era stato designato quale suo successore, ma che gli premorì. Alla sua morte, venne infatti succeduto nel titolo di Vladika dal nipote Petar I Petrovic Njegos.